# Third Hand High
Third Hand High è un cortometraggio muto del 1915 diretto da E.H. Calvert.

## Produzione
Il film fu prodotto dalla Essanay Film Manufacturing Company.

## Distribuzione
Distribuito dalla General Film Company, il film - un cortometraggio di due bobine - uscì nelle sale cinematografiche USA il 5 febbraio 1915.
Viene citato in Moving Picture World del 30 gennaio 1915.